# HMS Chatham (könnyűcirkáló)
A HMS Chatham a Brit Királyi Haditengerészet egyik Town-osztályú könnyűcirkálója volt. A cirkálót a Chatham Dockyard hajógyárban építették, ahonnan 1911. november 9-én bocsátották vízre. A Chatham-alosztály erről a hajóról kapta nevét.
Az első világháború kezdetén a Chatham a 2. könnyűcirkáló raj tagjaként a Földközi-tengeren állomásozott, ahol részt vett az SMS Goeben és az SMS Breslau német cirkálók utáni hajszában is. Ezt követően, a brit cirkálót még 1914-ben, átvezényelték a Vörös-tengerre. Ez év novemberében a Chatham kivette részét a német SMS Königsberg könnyűcirkáló elleni hadműveletből is. 1915 májusában a hajó visszatért a Földközi-tengerre, hogy támogathassa a szövetségesek partraszállását Gallipolinál. A Chatham jelen volt a Suvla-öbölbeli partraszállásnál is, a partraszállás vezetője, John de Robeck ellentengernagy zászlóshajójaként. 1916-ban a hajó visszatért a hazai vizekre, és csatlakozott a Nagy Flotta 3. könnyűcirkáló rajához. 1916. május 26-án a Chatham aknára futott, ezért javításra szorult.
A háború után, 1920-ban a Chathamet kölcsönadták az Új-zélandi Királyi Haditengerészetnek, majd 1926. július 13-án ócskavasként eladták a Pembroke Dock-i Thos W Wardnak.